# Kunstmuseum Cherson

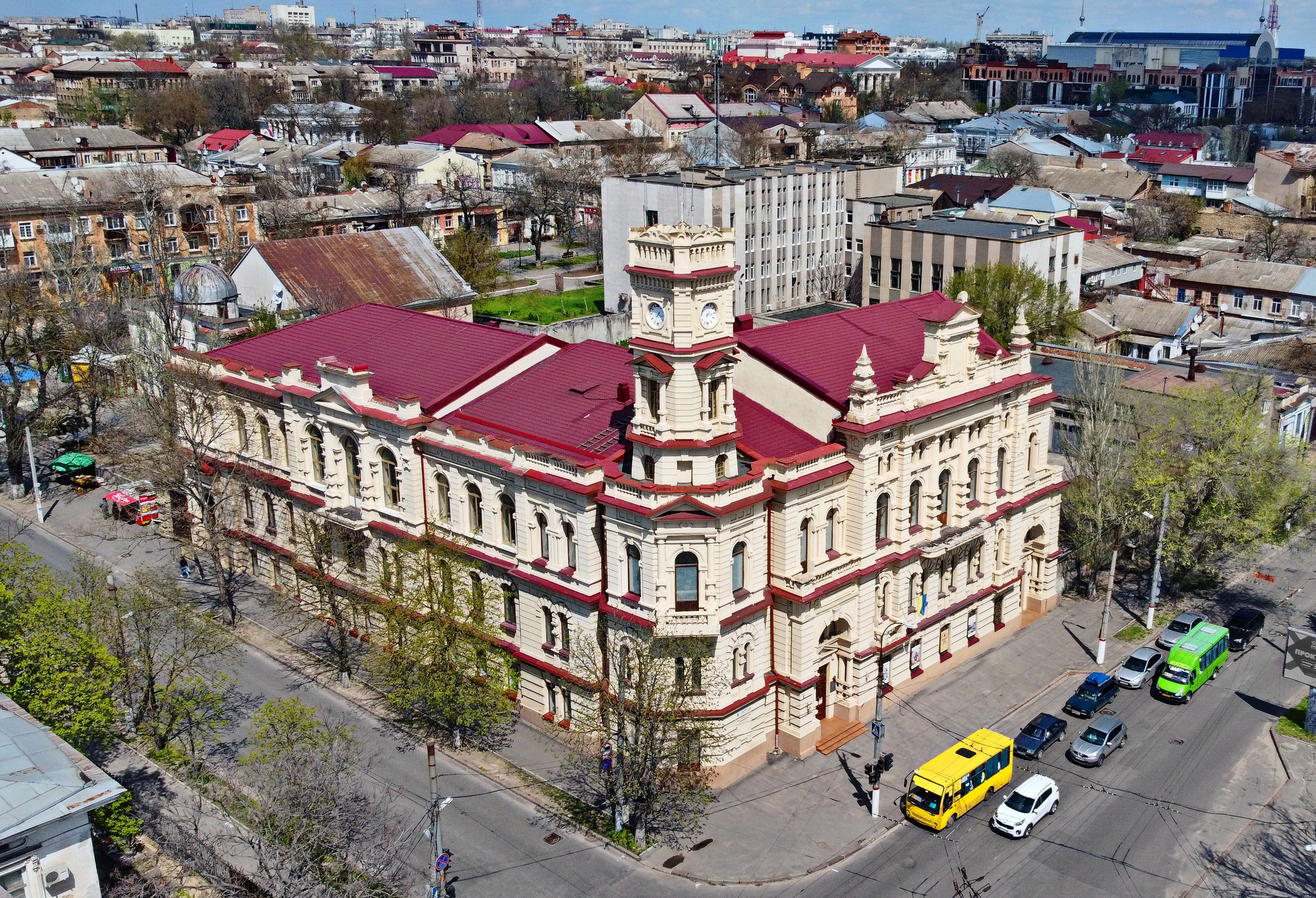
Kunstmuseum Cherson

Das Kunstmuseum Cherson (auch Oleksij-Schowkunenko-Kunstmuseum Cherson oder Regionales Kunstmuseum Cherson; ukrainisch: Херсонський художній музей імені Олексія Шовкуненка) ist ein Museum in der südukrainischen Oblasthauptstadt Cherson. Es steht im Stadtteil Rajon Suworow und trägt seinen offiziellen Namen nach dem Maler Oleksij Schowkunenko (1884–1974).

## Geschichte

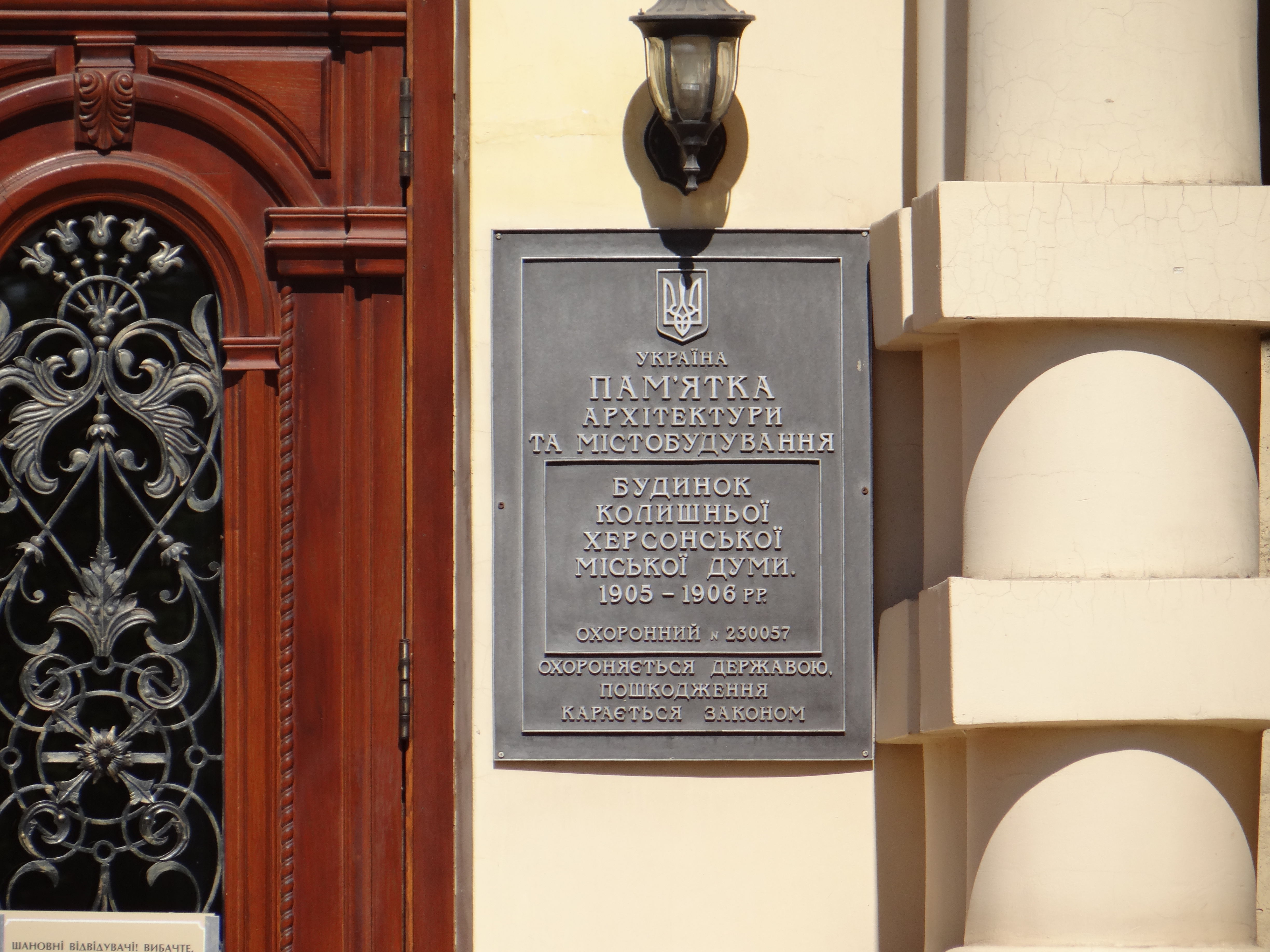
Auszeichnung als ukrainisches Baudenkmal

Die Geschichte des Museums begann mit der seit 1890 vom Archäologen Viktor Iwanowitsch Hoschkewitsch zusammengetragenen Sammlung, die neben archäologischen Fundgegenständen auch Ikonen und Gemälde umfasste und als archäologisches Museum von Cherson bekannt war. 1921 erweiterte der Künstler und Philanthrop Nikolai Gedroits (1853–1933), der das Kunstmuseum von Mykolajiw gegründet hatte, die Sammlung in Cherson mit zahlreichen Kunstwerken und Objekten des Kunsthandwerks. In der Zwischenkriegszeit erwarb des Museum auch Werke westeuropäischer Künstler. Während des Zweiten Weltkriegs brachten die deutschen Besatzungsbehörden Werke aus der Museumssammlung aus der Stadt.
Erst 1966 eröffnete das Museum die Kunstabteilung wieder. 1976 erhielt es eine umfangreiche Gruppe von Bildern aus dem Besitz von M.I.  Kornilowski. Das erneuerte Kunstmuseum erhielt für seinen Wiederaufbau Objekte aus andern Museumssammlungen der Sowjetunion und besonders der Ukrainischen Sowjetrepublik. 1981 wurde ihm eine bedeutende Sammlung von Werken aus dem Nachlass des ukrainisch-sowjetischen Malers Oleksij Schowkunenko überlassen.
Das Museum befindet sich seit 1978 im historischen Zentrum der Stadt nahe dem Flusshafen Cherson. Das von 1897 bis 1907 als Sitz der Stadtverwaltung errichtete, repräsentative Gebäude ist als historisches Baudenkmal der Ukraine klassiert. Die nach einem Wettbewerb ausgewählten Pläne für den Bau stammten vom Architekten Adolf Borisovich Minkus (1870–1948) aus Odessa. Die Fassaden im Stil der Neorenaissance sind an der Ecke zur Straßenkreuzung zwischen der Worontsowskastraße und der Sobornastraße von einem kleinen Uhrturm akzentuiert.
Das Kunstmuseum Cherson führt eine Zweigniederlassung in der Stadt Nowa Kachowka in der Oblast Cherson.
Seit dem Angriff Russlands auf die Ukraine im Februar 2022 bis zum 11. November 2022 wurde das Kunstmuseum Cherson von den russischen Besatzungsbehörden kontrolliert. Diese sollen – Berichten aus dem Stadtrat von Cherson zufolge – vor ihrem Abzug Anfang November 2022, Werke aus dem Museum sowie aus dem Regionalmuseum für Geschichte in Cherson auf die Krim abtransportiert haben.

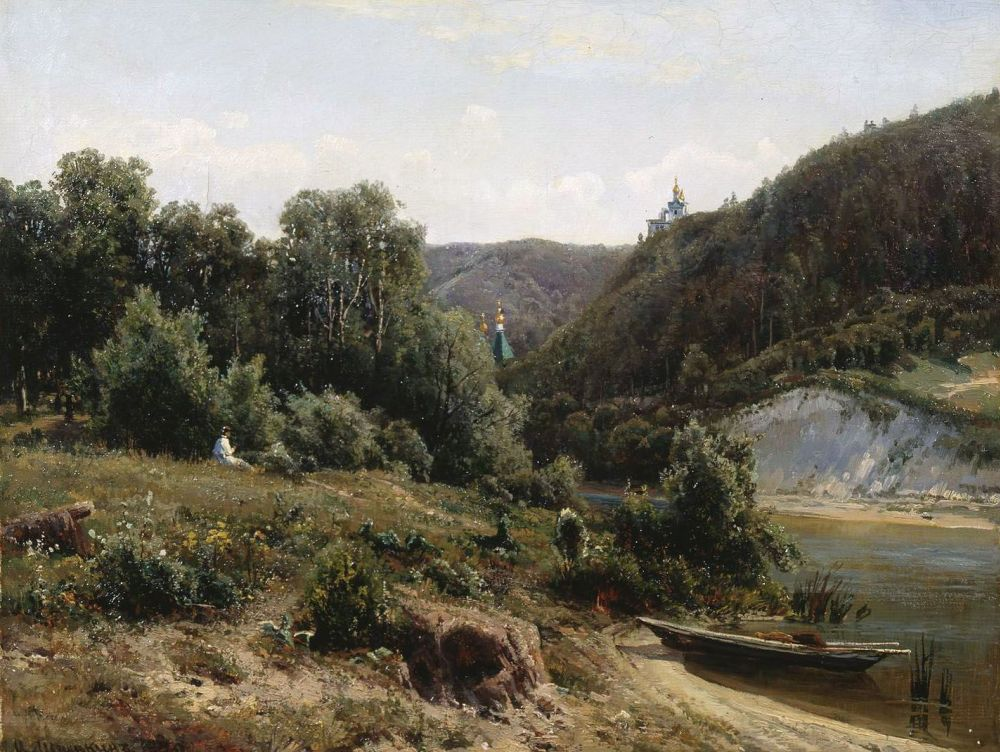
Iwan Schischkin: «Beim Kloster». 1870 (Sammlung des Kunstmuseums Cherson)

## Sammlung
Das Kunstmuseum besitzt eine Ikonensammlung sowie Gemälde und Skulpturen vorwiegend ukrainischer und russischer Künstler. Vertreten sind besonders Konstantin Jegorowitsch Makowski, Iwan Konstantinowitsch Aiwasowski, Alexei Kondratjewitsch Sawrassow, Wassili Dmitrijewitsch Polenow, Iwan Nikolajewitsch Kramskoi, Peter Clodt von Jürgensburg, Jewgeni Alexandrowitsch Lansere, Mark Antokolski und August von Bayer.